# Soudan (Deux-Sèvres)
Soudan – miejscowość i gmina we Francji, w regionie Nowa Akwitania, w departamencie Deux-Sèvres.
Według danych na rok 1990 gminę zamieszkiwało 306 osób, a gęstość zaludnienia wynosiła 13 osób/km² (wśród 1467 gmin regionu Poitou-Charentes Soudan plasuje się na 711. miejscu pod względem liczby ludności, natomiast pod względem powierzchni na miejscu 295.).